# Gewerbesteuerumlage
Die Gewerbesteuerumlage ist eine Umlage zur Beteiligung von Bund und Ländern am Aufkommen der von Gemeinden erhobenen Gewerbesteuer.
Die Gewerbesteuerumlage ist Teil des Finanzausgleichs, durch den die Bundessteuern, Gemeinschaftsteuern, Ländersteuern und Gewerbesteuern (als Teil der Gemeindesteuern) unter diesen Gebietskörperschaften verteilt werden. Damit soll die Finanzierung der öffentlichen Aufgaben insbesondere bei der Daseinsvorsorge sichergestellt werden.
Bei der Einführung der Gewerbesteuerumlage im Januar 1970 betrug die Umlage etwa 40 % des Steueraufkommens an der Gewerbesteuer, derzeit liegt sie bei etwa 28 %.

## Rechtsgrundlagen
In Art. 106 Abs. 6 GG ist vorgeschrieben, dass das Aufkommen der Grundsteuer und Gewerbesteuer den Gemeinden zusteht. Damit ist die Gewerbesteuer eine von Gemeinden erhobene Gemeindesteuer und die einzige kommunale Steuerart, die einer Umlage unterliegt. In Art. 106 Abs. 6 Satz 4 und 5 GG ist ferner vorgeschrieben, dass Bund und Länder durch eine Umlage an dem Aufkommen der Gewerbesteuer beteiligt werden können. 

## Berechnung
Die Berechnung und Aufteilung der Gewerbesteuer zwischen Bund und Ländern wird durch das Gemeindefinanzreformgesetz (GemFinRefG) bestimmt.
Nach § 6 GemFinRefG wird die Gewerbesteuerumlage in der Weise ermittelt, dass das Istaufkommen der Gewerbesteuer im Erhebungsjahr durch den von der Gemeinde für dieses Jahr festgesetzten Hebesatz der Steuer geteilt und mit einem Vervielfältiger multipliziert wird.  Es sind etwa 40 % des um den Hebesatz bereinigten kommunalen Steueraufkommens je zur Hälfte an Bund und Länder zu zahlen, wobei die Umlage an das zuständige Finanzamt abzuführen ist. Als Gegenleistung erhalten die Gemeinden 15 % der im Bundesland anfallenden Lohnsteuer und veranlagten Einkommensteuer.

### Bundes- und Landesanteile
Der Vervielfältiger ist die Summe aus Bundes- und Landesvervielfältiger. Der Bundesvervielfältiger beträgt seit 2010 14,5 %, der Landesvervielfältiger 49,5 % bzw. für die ostdeutschen Bundesländer Brandenburg, Mecklenburg-Vorpommern, Sachsen, Sachsen-Anhalt und Thüringen 20,5 %. Um die Gemeinden an den Kosten der deutschen Wiedervereinigung zu beteiligen, wird der Landesvervielfältiger bis einschließlich des Jahres 2019 erhöht (§ 6 GemFinRefG). Die genaue Erhöhungszahl legt das Bundesfinanzministerium unter Zustimmung des Bundesrates fest. Die Erhöhungszahl für das Jahr 2015 beträgt 5 %.

### Fälligkeit
Die Gewerbesteuerumlage ist jährlich bis zum 1. Februar des auf das Erhebungsjahr folgenden Jahres – unter Anrechnung der geleisteten Abschlags-/Vorauszahlungen – von den Gemeinden abzuführen (Schlussabrechnung). Die kassenmäßigen Abflüsse (Abschlagszahlungen) erfolgen vierteljährlich bis zum 1. Mai, 1. August und 1. November entsprechend der Höhe des Gewerbesteuer-Istaufkommens des jeweils vorangegangenen Quartals. Im Dezember erfolgt eine Vorauszahlung auf die Schlussabrechnung in Höhe der Abschlagszahlung für das III. Quartal (im Einzelfall jedoch höchstens bis zur Höhe der Vorauszahlung auf den Gemeindeanteil an der Einkommensteuer). Der Restbetrag ist bis zum 1. Februar des folgenden Jahres zu entrichten.

## Wirtschaftliche Aspekte
Die Neutralisierung der Hebesätze aufgrund der Berechnungsformel bewirkt, dass die Höhe der Umlage unabhängig vom örtlichen Hebesatz ist und somit einerseits Gemeinden, die einen höheren Hebesatz verlangen und damit höhere Steuereinnahmen erzielen, dafür nicht durch die Umlage „bestraft“ werden. Andererseits wird der Steuerwettbewerb um Unternehmensansiedlungen oder Unternehmensgründungen zwischen den Gemeinde zwar nicht verhindert aber deutlich erschwert, weil der Anteil, der von der tatsächlichen Gewerbesteuereinnahme abzuführenden Umlage bei niedrigen Hebesätzen größer ist, als bei höheren Gewerbesteuerhebesätzen. Die Einnahmen aus einer Hebesatzerhöhung verbleiben damit zugleich bei der Gemeinde. Der Mindesthebesatz von 200 % zur Gewerbesteuer nach § 16 Absatz 4 Satz 2 des Gewerbesteuergesetzes verhindert, dass die Gewerbesteuerumlage höher als der Gewerbesteuerertrag sein kann. 
Während der größte Teil des Finanzausgleichs von „oben nach unten“ stattfindet (vertikaler Finanzausgleich), ist die Gewerbesteuerumlage derjenige Teil des Finanzausgleichs, der „von unten nach oben“ erfolgt (redistributive Funktion). Gemeinden mit hoher Gewerbesteuerkraft (besonders durch Großunternehmen im Gemeindegebiet) müssen eine hohe Umlage abführen, Gemeinden mit geringer Gewerbesteuerkraft entsprechend geringe Umlagen. Das hat zur Folge, dass das Finanzgefälle zwischen den Kommunen nivelliert wird. Durch die Gewerbesteuerumlage soll die Struktur der Steuereinnahmen verbessert werden, um einerseits Hebesatz- oder aufkommensbedingte Unterschiede und andererseits eine zu starke Orientierung an konjunkturreagiblen Ertragsteuern zu lindern.